# 아타자나비르/코비시스타트
아타자나비르/코비시스타트(Atazanavir/Covicistat)는 에보타즈(Evotaz)라는 상표명으로 판매되는 후천면역결핍증후군의 치료 및 예방에 사용하는 고정용량 혼합제(fixed-dose combination)다. 이는 단백질분해효소 억제제인 아타자나비르와 CYP3A4 저해제인 코비시스타트로 이루어져 있다.  코비시스타트는 아타자나비르의 대사를 저해해 혈중 농도를 높여 약리 효과 지속 시간을 연장한다.
미국 FDA에서 2015년에 이 약을 허가헸으며, 대한민국 식품의약품안전처에서 2015년 11월 12일에 허가하였다.

## 의학적 사용
아타자나비르/코비시스타트는 최소 35kg(77 lb) 이상의 환자에서 다른 항레트로바이러스 약물들과 함께 HIV-1을 치료하는 데 병용되도록 적응증을 허가받았다.